# Циклон
Вижте пояснителната страница за други значения на Циклон.
Циклонът в метеорологията представлява спираловидно възходящо движение на въздушни маси в посока от периферията към център на ниско атмосферно налягане. Изобразява се с кръгово разположени изобари (линии на еднакво налягане, погледнати отгоре), около центъра. Ветровете в циклона духат обратно на часовниковата стрелка в Северното полукълбо и по посока на часовниковата стрелка в Южното полукълбо заради ефекта на Кориолис.

## Строеж на циклона
В напълно развития циклон се наблюдават два сектора – топъл и студен. В топлия сектор, който е по-тесен и в Северното полукълбо се намира почти винаги в южната част на циклона, нахлува топъл въздух. Студеният сектор е по-обширен и обхваща тилната (западна), северната и предната (източна) част на циклона. В този сектор преобладават студени въздушни маси. Топлият сектор се отделя от студения с помощта на фронтални повърхнини. Между студения въздух от тила на циклона и топлия сектор се намира студения фронт, а между топлия сектор и студения въздух в предната част на циклона – топлият фронт. Със застаряване на циклона топлият сектор непрекъснато се стеснява, а студеният се увеличава. Когато топлия сектор изчезне, циклонът оклюдира. Във фазата на оклюзия топлият въздух от топлия сектор се издига във височина.
Циклоните обхващат обширни райони, главно в умерените географски ширини. В диаметър те достигат до 2000 km, а във височина 10 – 12 km. Студеният и топлият фронт на циклона в действителност представляват части от циклоничната вълна, която преминава през циклона. Те се съединяват във върха на топлия сектор или приблизително в центъра на циклона. Обикновено след студения фронт се наблюдава верига от мощно развити кълбести облаци, а пред топлия фронт лежи широка ивица от плътна слоеста облачност. Кълбестата облачност е характерна главно за топлото полугодие и се дължи на бурното изхвърляне на топъл въздух от топлия сектор върху челната част на настъпващия студен фронт. Слоестата облачност пред топлия фронт, обратно, се образува в резултат на издигането и на хлъзгането на топлия въздух от сектора на циклона над лежащия пред него студен въздух.
Циклоните рядко се проявяват еднократно. Обикновено те се движат на серия един след друг в промеждутък от 2 до 5 дни, средно 60 – 65 пъти годишно в Европа. В умерените географски ширини на Северното полукълбо тяхната посока е от запад на изток и те оказват силно влияние върху климата на Европа, включително и България.

## Времето в циклона
Ако се намираме някъде в предната част на циклона, ще наблюдаваме следния ход на времето: първоначално на запад се появява переста облачност, която постепенно се вплътнява, преминава в слоеста дъждовна облачност и започва да вали обложен дъжд. Успоредно с тези промени атмосферното налягане непрекъснато се понижава, а вятърът се засилва. Щом премине топлият фронт, валежът спира, облачността се разкъсва и настъпва повишение на температурата, а вятърът от югоизточен преминава в югозападен (топлия сектор на циклона). С приближаване на тилната част на циклона (студения фронт) по небето се появяват кълбести облаци. Те скоро преминават в гръмотевични и започва да вали краткотраен дъжд, придружен от гръмотевици. Това време в циклона е характерно за края на пролетта или на лятото (в Северното полукълбо). След преминаване на студения фронт вятърът се засилва и изменя рязко посоката си най-често от северозапад. атмосферното налягане започва бързо да се повишава и настъпва понижение на температурата.

## Тропични циклони
В областта на тропиците понякога се образуват безфронтални циклони със силно възходящо вихрово движение на въздуха, бърза промяна на атмосферното налягане във височина и бурна кондензация на водните па̀ри. Образуваните ветрове придобиват много голяма скорост и са известни като урагани, тайфуни и др. Тропичните циклони се проявяват най-често по западното крайбрежие на Тихия океан (тайфуни), северните части на Индийския океан (оркани) и в района на Карибско море (урагани) и причиняват големи материални щети.